# Rampage (cómic)
Rampage (español: Alboroto) (nombre real Karen Lou "Kitty" Faulkner) es un personaje ficticio de DC Comics. El personaje apareció por primera vez en los cómics de Superman y luego se utilizó en Starman. Rampage tiene una apariencia distintiva, con piel naranja, una construcción imponente y musculosa y una cresta roja ardiente. La personalidad de Rampage es (como su tocaya) temperamental, agresiva y desinhibida, todo lo contrario de su alter ego Kitty Faulkner.
Catherine Lough Haggquist interpretó al personaje en la segunda temporada de Superman & Lois.

## Historial de publicaciones
Rampage apareció por primera vez en Superman (vol. 2) #7 y fue creado por John Byrne.

## Biografía ficticia
La Dra. Kitty Faulkner estaba trabajando en una fuente de energía libre de contaminación para una competencia patrocinada por el Daily Planet. Faulkner estaba exhibiendo su instalación cuando el Dr. Thomas Moyers, un colega que discutía los peligros potenciales del proyecto con la reportera Lois Lane, desconectó los sistemas de seguridad de la máquina. La explosión resultante transformó a Faulkner en una enorme e increíblemente fuerte amazona de piel naranja. Kitty había adquirido la capacidad de absorber energía solar a través de su piel, lo que la hizo crecer continuamente más alta y más fuerte. Desorientada y confundida, comenzó a correr como una loca por las calles de Metrópolis. El Daily Planet, sin saber que en realidad era Kitty Faulkner, rápidamente la apodó "Rampage". Superman intervino, pero mostró moderación al someterla, pensando erróneamente que se trataba de una identidad alternativa de Lois Lane. Después de que se reveló que Rampage era la Dra. Faulkner, Superman pudo drenar su exceso de energía solar y devolver a Kitty a la normalidad.
Meses después, la Dra. Faulkner se enfermó y descubrió que su cuerpo ahora necesitaba exponerse a una cierta cantidad de energía solar y cósmica o moriría. El Dr. Moyers le dio un dispositivo tecnológico en forma de collar que mantendría la cantidad adecuada de exposición para mantenerla con vida. Moyers también tenía un motivo siniestro: transformó a Faulkner en Rampage y la hizo sabotear la campaña presidencial de Herbert Forrest. Forrest y Moyers eran antiguos amigos, pero Moyers había llegado a resentir la moralidad corrupta del candidato. Después de varios ataques, Superman ayudó a liberar a Rampage del control de Moyers y lo envió a la cárcel. Después de modificar el collar de control del regulador, Kitty tuvo sus poderes bajo control y aceptó un trabajo en S.T.A.R. Labs.
Faulkner demostró ser un administrador talentoso y obtuvo una transferencia al nuevo S.T.A.R. Labs en Phoenix. Una vez allí, se hizo amiga del joven superhéroe Starman, también conocido como Will Payton. Ella lo ayudó en varias ocasiones como Rampage y los dos formaron una relación. Su carrera heroica a tiempo parcial y su romance llegaron a su fin cuando la enviaron de regreso a Metrópolis para participar en la importante reorganización de S.T.A.R. Labs necesaria por la destrucción del laboratorio principal de la corporación. Supervisó los esfuerzos de S.T.A.R. Labs para volver a encender el sol en la crisis La noche final.
Cuando la nueva colega de Kitty, Christine Bruckner, la incriminó por malversación de fondos, Superman trató de hablar en su defensa, pero se vio obligado a perseguir a Rampage mientras ella atravesaba la ciudad de Leesburg tratando de matar a Christine por su traición, Superman limitaba los daños colaterales mientras que Supergirl, que se había establecido recientemente en Leesburg después de adoptar la identidad civil de Linda Danvers - trató de detener a Rampage. Sin embargo, cuando Superman permitió que Rampage atacara a Christine para poner fin a la persecución, Rampage aceptó que no estaba en su mano para cometer un asesinato y regresó con Kitty mientras Supergirl obligaba a Christine a confesar lo que había hecho.
Faulkner supervisó la mejora de las habilidades del héroe Anteo. A cambio, S.T.A.R. Labs obtuvo valiosos conocimientos sobre la naturaleza de los superseres mejorados genéticamente.
Desde su regreso a Metrópolis, se ha insinuado que Kitty podría haberse enamorado de Parásito antes de su muerte.
Ella ha recibido un ascenso a directora de Metrópolis S.T.A.R. Labs.
Rampage resurgió recientemente bajo el control de Starro.
Mon-El lucha contra una Rampage fuera de control en Metrópolis como su primera prueba como el nuevo guardián de la ciudad. Él la lleva alto en el aire y la deja caer sin darse cuenta de que podría lastimarla a ella o a alguien más.

## Poderes y habilidades
Kitty puede absorber y almacenar energía solar como sustento. Cuando sus células se metabolizan, creció en tamaño con inmensos rasgos físicos. Rampage puede saltar grandes distancias simulando los efectos de volar. Cuanto más se alimenta, más grande se vuelve, pero demasiada luz solar sobrecargaría su cuerpo. Llevaba un collar regulador modificado que controla la cantidad adecuada de exposición para que ella mantenga su forma humana. Como Dra. Faulkner, tiene conocimientos científicos. Pero como Rampage, se volvió irascible, menos inhibida y siempre lista para la próxima descarga de adrenalina.

## Otras versiones

### Futures End
Una versión alternativa de Kitty Faulkner/Rampage apareció en la historia de Futures End. 5 años en el futuro de la continuidad de New 52, Faulkner era un empleado del laboratorio de investigación genética de LexCorp y conoció al científico de Fraudulent S.T.A.R. Labs, Ethan Boyer, en una conferencia en París. Más tarde trabajó en un experimento fallido que la transformó en Rampage, dejándola en un estado perpetuo de berserker mientras conservaba parte de su inteligencia. Con Lex Luthor incapaz de curarla, sacó a Boyer de la cárcel, con la esperanza de que su conocimiento sobre genética pudiera curarla. Boyer, sin embargo, fomentó su furia berserker en su lugar, usándola para distraer al nuevo Superman de él. Rampage luego se volvió loca durante las siguientes semanas, antes de enfrentarse a Superman, quien se reveló durante la pelea que en realidad era Billy Batson. Rampage luego lanza a Batson, pero es atrapada por Stormguard, quien derrota a Rampage. Stomguard luego le promete que los genecistas podrán ayudarla una vez que la detengan.

## En otros medios

### Televisión
- Rampage aparece en Liga de la Justicia Ilimitada, con la voz de Susan Eisenberg en "Dead Reckoning" y de Lauren Tom en "The Great Brain Robbery", quienes no fueron acreditados. Esta versión es un miembro de la Sociedad Secreta de Gorilla Grodd que consciente y voluntariamente participa en actividades delictivas. Antes y durante el episodio "¡Vivo!", Lex Luthor toma el control de la Sociedad, pero Grodd monta un motín para retomar el mando. Rampage se pone del lado de este último, pero es congelada por Killer Frost y asesinada por Darkseid junto con los otros leales a Grodd.
- Un personaje vagamente basado en Karen Faulkner llamada Kit Faulkner aparece en la segunda temporada de Superman & Lois, interpretada por Catherine Lough Haggquist.[14] Esta versión es una geóloga que trabaja para Industrias AmerTek que supervisa una operación minera en Shuster Mine en Smallville y está conectado con el culto del Método Inverso de Ally Allston. Mientras intenta mantener a la gente alejada de la mina Shuster, Faulkner es asesinada por Bizarro.

### Varios
Rampage aparece en el cómic digital vinculado a Supergirl, Adventures of Supergirl. Esta versión es una extraterrestre llamada Caren Falqnerr que puede tomar forma humana.